# 乙子公園

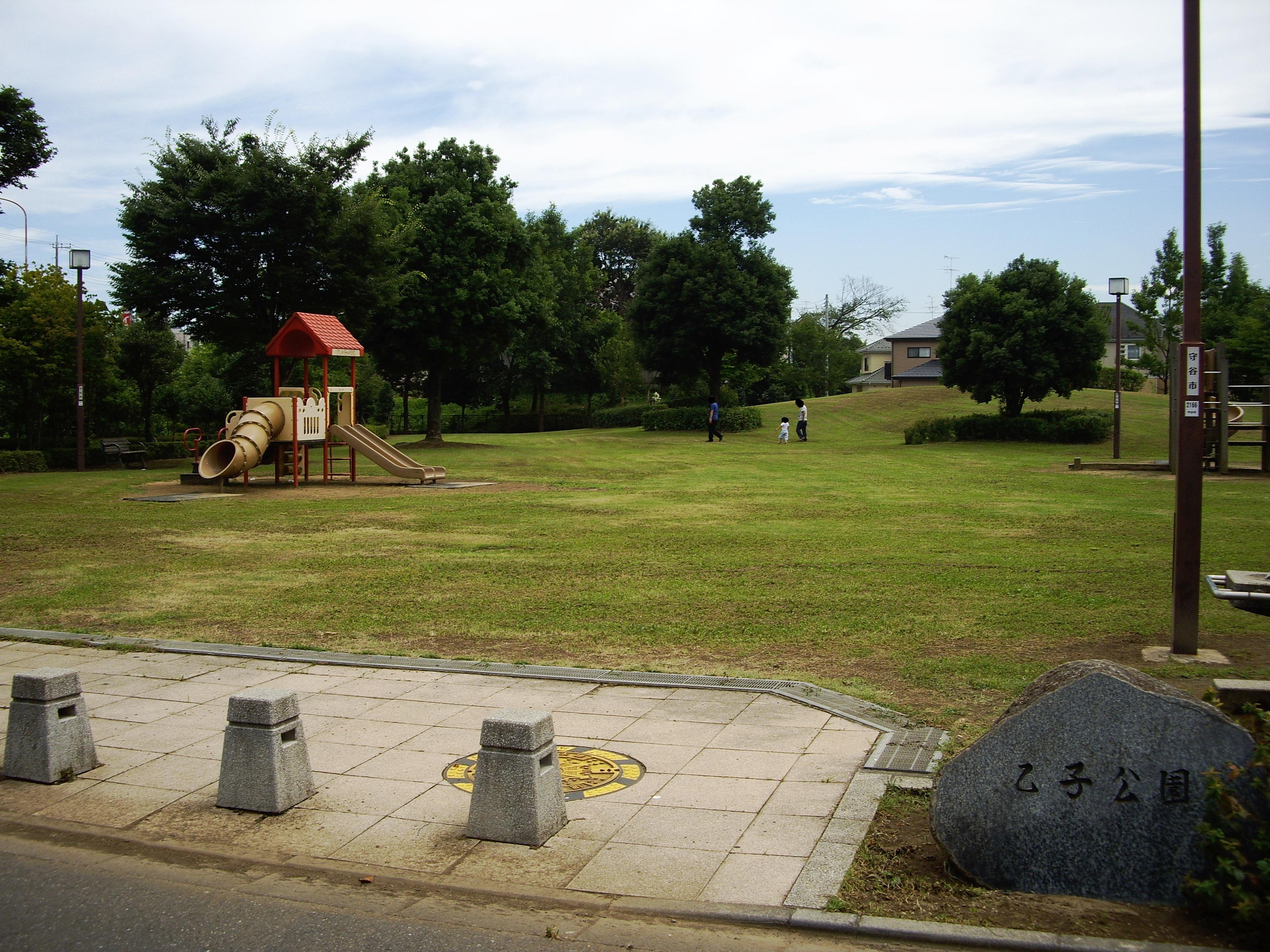
乙子公園

乙子公園（おとごこうえん）は、茨城県守谷市美園二丁目にある街区公園である。面積は5,453m2。

## 概要
ヒルズ美園造成時に作られた公園の一つである。美園地区では最も規模の大きい公園で、乙戸橋の下をくぐるようにして取手市戸頭の戸頭ふれあいの丘公園と繋がっている。公園の名称は従前の地名である乙子より取られた。